# Hipotrocoide
A hipotrocoide é uma rolete traçada por um ponto fixo de um círculo de raio r que rola dentro de um círculo de raio R fixo, onde o ponto está a uma distância d do centro ao círculo interno.

A curva vermelha é uma hipotrocoide desenhada pelo pequenino ponto preto que rola dentro do grande círculo azul (as medidas são R = 5, r = 3, d = 5).

As equações paramétricas para a hipotrocoide são:
{\displaystyle x(\theta )=(R-r)\cos \theta +d\cos \left({R-r \over r}\theta \right),}
{\displaystyle y(\theta )=(R-r)\sin \theta -d\sin \left({R-r \over r}\theta \right).}
A equação polar para a hipotrocoide é:
{\displaystyle r(\theta )^{2}=(R-r)^{2}+2d(R-r)\cos \left({R \over r}\theta \right)+d^{2},}
Casos especiais de hipotrocoides incluem a hipocicloide com d = r e a elipse com R = 2r.

A elipse (em vermelho) pode ser expressa como um tipo especial de hipotrocoide, com R = 2r. Nesta imagem, R = 10, r = 5 e d = 1.

O brinquedo clássico espirógrafo produz as curvas hipotrocoide e epitrocoide.